# Nardodipace
Nardodipace is een gemeente in de Italiaanse provincie Vibo Valentia (regio Calabrië) en telt 1437 inwoners (31-12-2004). De oppervlakte bedraagt 32,7 km², de bevolkingsdichtheid is 46 inwoners per km².

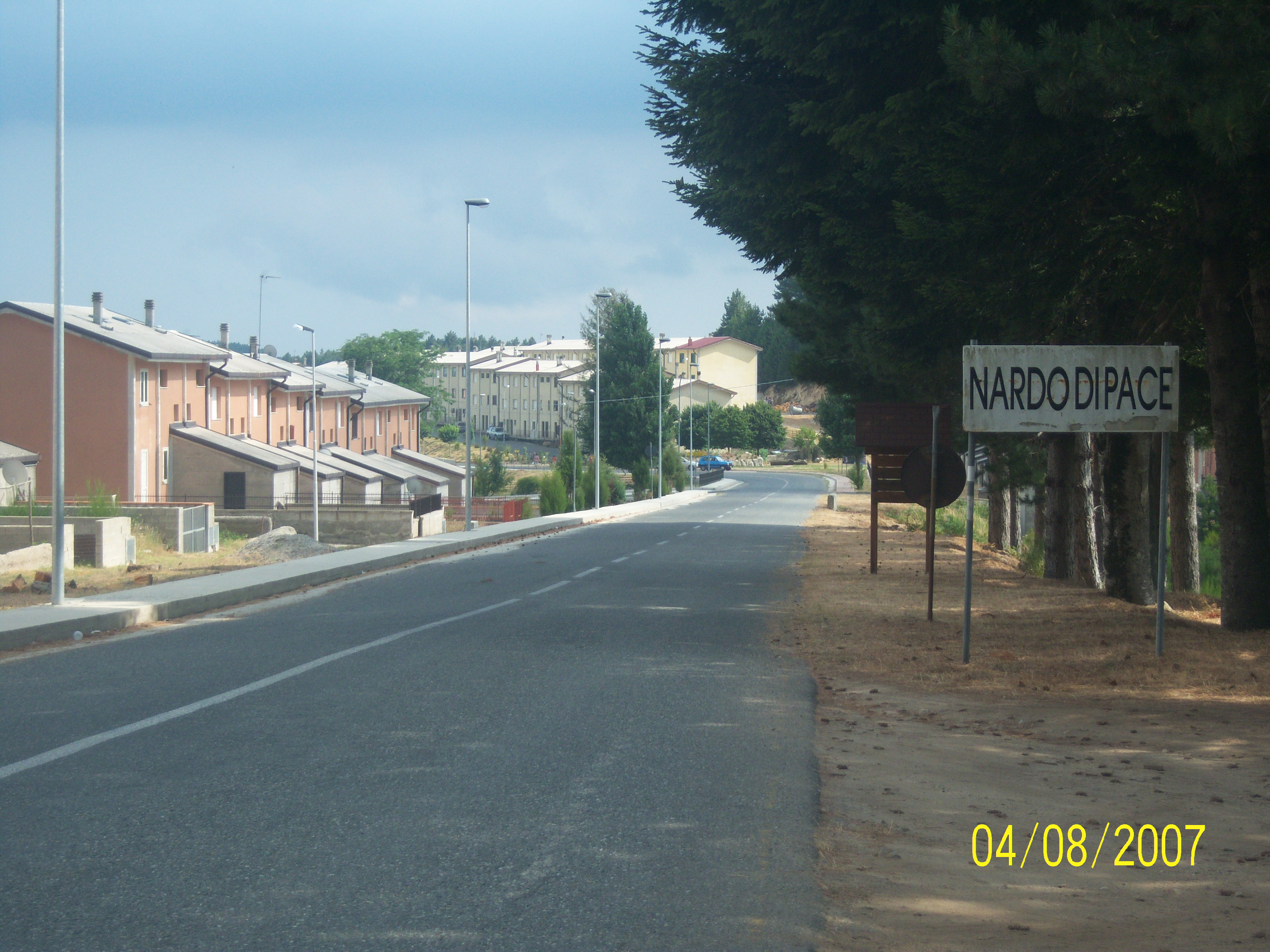
Nardodipace
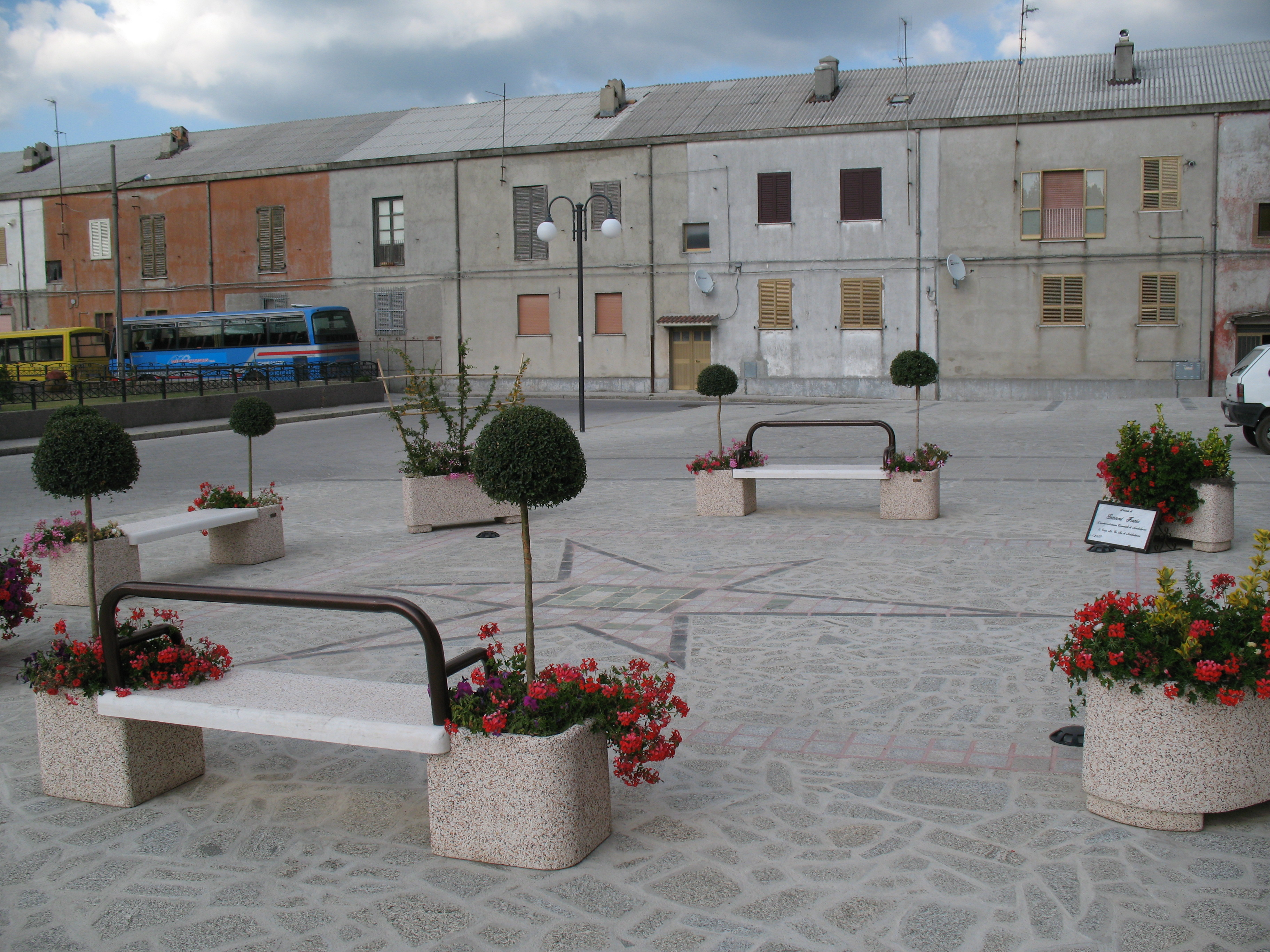
Plein in Nardodipace
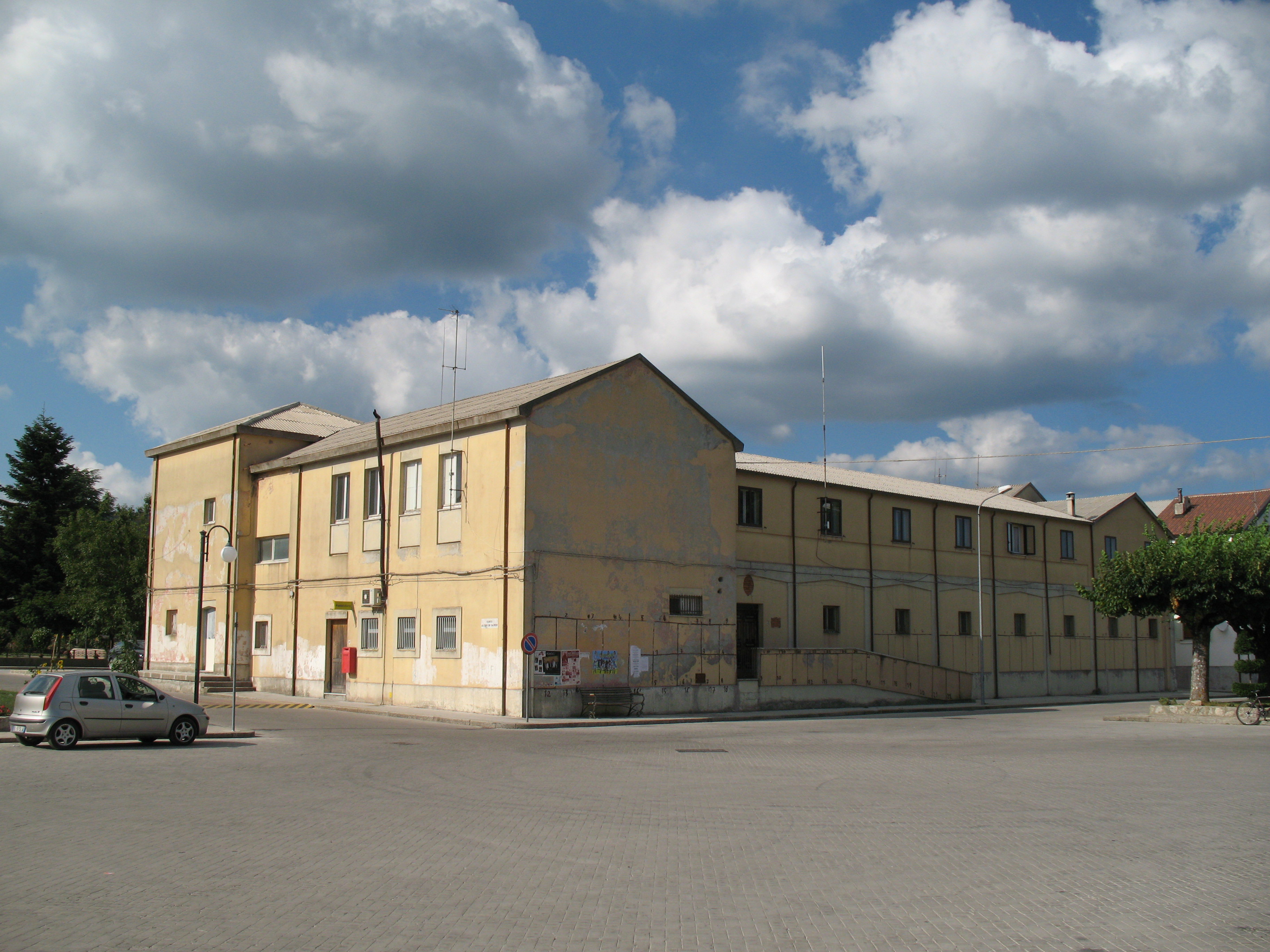
Gemeentehuis

## Demografie
Nardodipace telt ongeveer 521 huishoudens. Het aantal inwoners daalde in de periode 1991-2001 met 8,3% volgens cijfers uit de tienjaarlijkse volkstellingen van ISTAT.
| Jaar | Inwoneraantal |
| ---- | ------------- |
| 1991 | 1610          |
| 2001 | 1477          |

## Geografie
Nardodipace grenst aan de volgende gemeenten: Caulonia (RC), Fabrizia, Martone (RC), Mongiana, Pazzano (RC), Roccella Ionica (RC), Stilo (RC).
Acquaro · Arena · Briatico · Brognaturo · Capistrano · Cessaniti · Dasà · Dinami · Drapia · Fabrizia · Filadelfia · Filandari · Filogaso · Francavilla Angitola · Francica · Gerocarne · Jonadi · Joppolo · Limbadi · Maierato · Mileto · Mongiana · Monterosso Calabro · Nardodipace · Nicotera · Parghelia · Pizzo · Pizzoni · Polia · Ricadi · Rombiolo · San Calogero · San Costantino Calabro · San Gregorio d'Ippona · San Nicola da Crissa · Sant'Onofrio · Serra San Bruno · Simbario · Sorianello · Soriano Calabro · Spadola · Spilinga · Stefanaconi · Tropea · Vallelonga · Vazzano · Vibo Valentia · Zaccanopoli · Zambrone · Zungri
1. ↑  https://demo.istat.it/?l=it.